# León Felipe
Felipe Camino Galicia de la Rosa, conocido como León Felipe (Tábara, Zamora, 11 de abril de 1884 - Ciudad de México, 18 de septiembre de 1968), fue un poeta español. El nombre de León Felipe, con el que se ha consagrado como uno de los grandes poetas de lengua española, y por el que se lo conoce universalmente, lo utilizó por primera vez en 1919, cuando en Almonacid de Zorita (Guadalajara) concluyó la versión definitiva de su libro Versos y oraciones de caminante. Aunque su estilo es muy personal y difícil de encasillar —y por edad pertenece a un entorno cronológico anterior— a veces se le adscribe a la nómina de los poetas de la Generación del 27.

## Biografía
Nació en una familia acomodada. Su padre, Higinio Camino de la Rosa, natural de Herrín de Campos (Valladolid), fue notario. Pasó años de su infancia en Sequeros y en Santander, destinos de su padre. Tras licenciarse como farmacéutico para agradar a su padre, León Felipe inició una vida llena de peripecias, empezando por la regencia de varias farmacias en pueblos de España y recorriendo a la vez el país como cómico de una compañía de teatro.
Permaneció tres años en el penal de El Dueso, Santoña (Santander), convicto de desfalco:

«Viví tres años en la cárcel... / no como prisionero político, / sino como delincuente vulgar...».

Al salir de prisión en el año 1917, su cuñado Jesús Cadenas y Cadenas, que estaba casado con la hermana del poeta, Consuelo, y era secretario del Juzgado de Valmaseda (Vizcaya), facilitó que León Felipe regentara una farmacia en la villa encartada, y residió en ella junto a su familia durante un par de años. Allí compuso entre otros un poema titulado Valmaseda.

«Es un gris y adusto pueblo vizcaíno / donde eternamente cae el agua a manta. / Un pueblo que firmes sus muros levanta / sobre el opulento río cristalino.»

Allí conoció a la peruana de origen valmasedano, Irene Lambarri, que pasaba largas temporadas en Valmaseda (Vizcaya). Su vida bohemia lo sumió en una situación económicamente complicada hacia 1919, cuando iniciaba su obra poética en Madrid.

He dormido en el estiércol de las cuadras, en los bancos municipales,
he recostado mi cabeza en la soga de los mendigos
y me ha dado limosna —Dios se lo pague—
una prostituta callejera...
Felipe León, Poesías completas (2004)

Después de tres años de estancia en Guinea Española —en aquellos años colonia española— trabajando como administrador de hospitales, viajó a México en 1922 con una carta de Alfonso Reyes que le abriría las puertas del ambiente intelectual mexicano.
Trabajó como bibliotecario en Veracruz y como profesor de literatura española en la Universidad Cornell, Estados Unidos. Contrajo un segundo matrimonio con Berta Gamboa, también profesora.
Volvió a España iniciada la guerra civil española, donde participó activamente en las organizaciones culturales anarquistas y en defensa del gobierno republicano hasta 1938, año en que se exilia definitivamente a México, donde pasó a ser agregado cultural de la embajada de la República española en el exilio, única reconocida entonces por el Gobierno de Cárdenas.

Llegué a México —por primera vez— montado en la cola de la revolución. Corría el año de 1923. Después, aquí he vivido por muchos años: Aquí he gritado, he sufrido, he protestado, he blasfemado, me he llenado de asombro...
200 mexicanos que nos heredó el mundo (2010)

Fue uno de los invitados a formar parte de La Casa de España en México, en la que publicó su libro Español del éxodo y del llanto: doctrina, elegías y canciones (1939).
Max Aub, en su Manual de la literatura española, señala en su poesía la influencia de la Biblia, Whitman y Shakespeare. «Actor, boticario, profesor en Norteamérica, conferenciante en toda la América Latina», León Felipe falleció en México a los 84 años de edad. Su legado quedó al cuidado de su amigo el editor Alejandro Campos Ramírez, conocido como Alejandro Finisterre, que había editado su obra en la 'colección León Felipe'.

## Obras

### Poesía

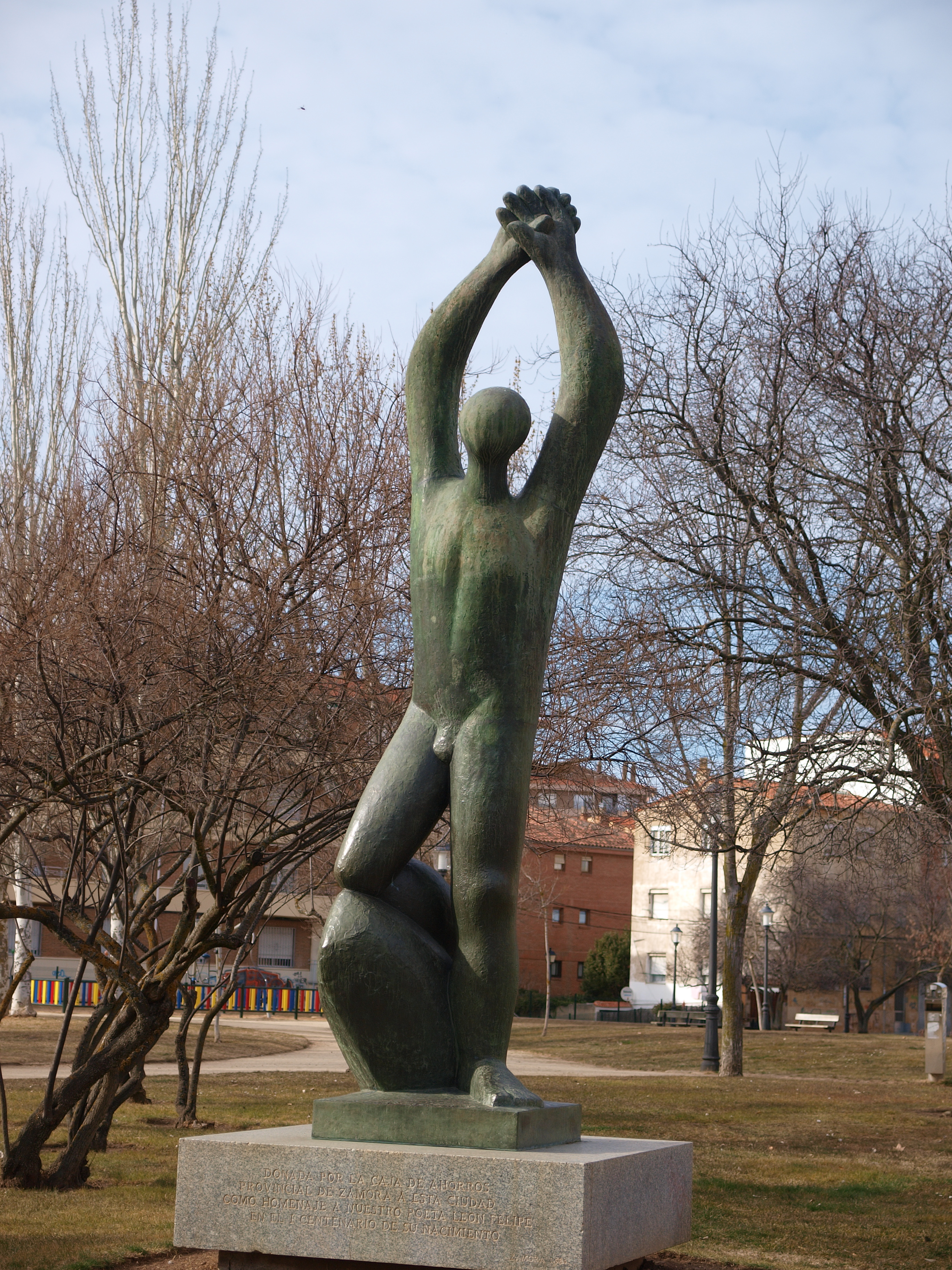
Homenaje en el centenario de su nacimiento (Zamora, España, 1984); escultura de Baltasar Lobo.

- Versos y oraciones de caminante (1920 y 1929).
- Drop a Star (1933).
- Vendrá una espada de luz. Poema anónimo. (1933).
- La insignia. Poesía revolucionaria (1937).
- La insignia. Alocución poemática (1937).
- El payaso de las bofetadas y el Pescador de caña: poema trágico español (1938).
- El hacha (1939).
- Español del éxodo y del llanto (1939).
- El gran responsable (1940).
- Los lagartos (1941).
- El poeta prometeico (1942).
- Ganarás la luz (1943).
- Parábola y poesía (1944).
- Antología rota (1947) (Buenos Aires, Losada, 1957 y 1965 2.ª ed.).
- Llamadme publicano (1950). Publicado bajo este título por el editor Almendros y Cía. Editores, S.A., México, ya que el autor lo había titulado Versos y Blasfemias del caminante
- El ciervo (1958).
- Cuatro poemas con epígrafe (1958).
- Como tú... (1962).
- ¿Qué se hizo del rey don Juan? (1962).
- ¡Oh, este viejo y roto violín! (1966).
- Israel, Discurso poemático pronunciado el 31 de julio de 1967 y publicado posteriormente en 1970 Finisterre, México D. F.
- Oh el barro, el barro (1967).
- Versos del merolico o del sacamuelas (1967).
- Carta a mi hermana Salud (1968).
- Rocinante (1968).
- Puesto ya el pie en el estribo y otros poemas (1983).

### Traducciones en verso
- Los hombres huecos. Traducción de The hollow men, de T. S. Eliot (1940).
- Canto a mí mismo. Traducción de Song of myself, de Walt Whitman (1941).

### Teatro
Obras originales:
- La Manzana (1951).
- El Juglarón (1961).

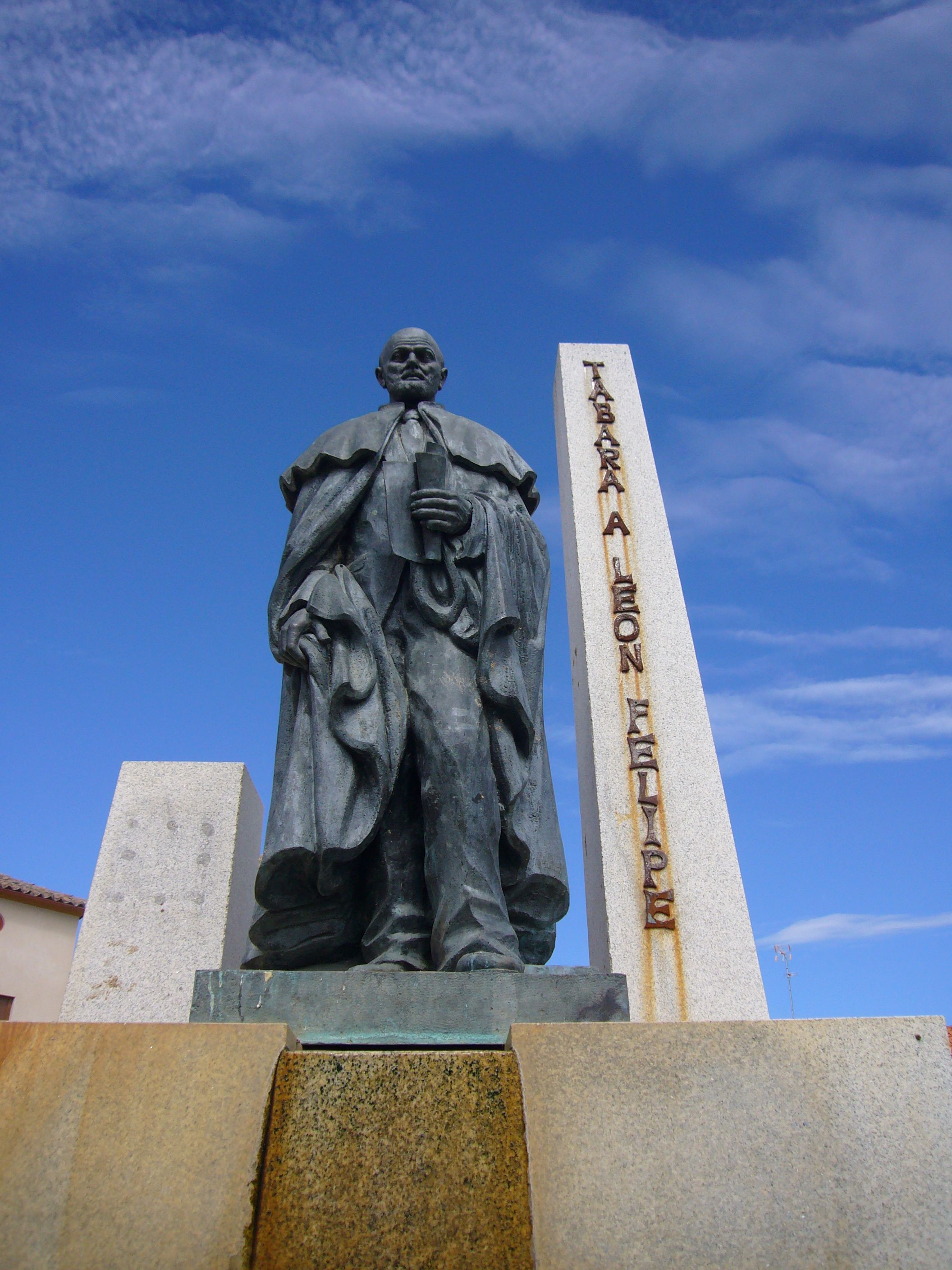
Monumento en Tábara, su pueblo.

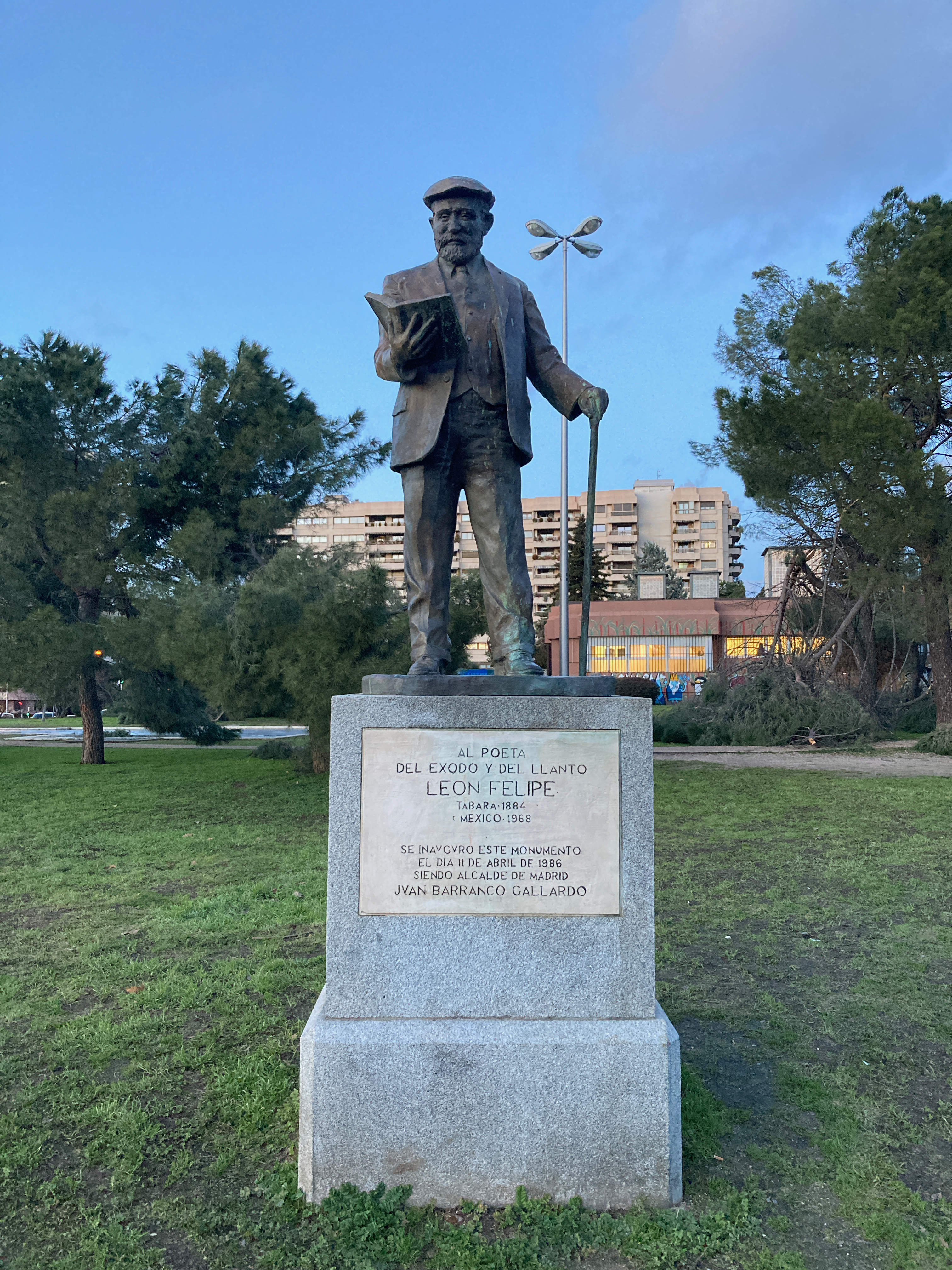
Monumento en el Parque Norte de Madrid.

Adaptaciones de obras de Shakespeare:
- Macbeth o el asesino del sueño (1954).
- Otelo o El pañuelo encantado
- No es cordero... que es cordera (basada en Twelfth Night)

Las traducciones de León Felipe fueron abundantes, sobre todo del teatro renacentista inglés. Se desconocen a la fecha varias de ellas, como una desaparecida No quemen a la dama (del original inglés The lady is not for burning). Actualmente, la mayor parte de su obra de traductor y adaptador está perdida. Tradujo para Espasa Calpe Argentina "Experimento de Autobiografía de H.G. Wells".